# Yōkoso, wagaya e
Yōkoso, Wagaya e (よ う こ そ, わ が 家 へ) è un dorama stagionale primaverile basato sul romanzo giallo di Jun Ikeido. La stessa storia era già stata precedentemente adattato per la NHK Radio 1 nel 2014. È stato trasmesso su Fuji Television a partire dal 13 aprile del 2015 ogni lunedì alle ore 21:00. In media ha ricevuto un rating di spettatori del 12,5% e l'episodio finale ha registrato il punteggio più alto attestandosi al 15,0%.
Masaki Aiba, che è un membro della boy band j-pop di idol Arashi, ha interpretato il ruolo principale per la prima volta in un dramma "getsuku". Anche Kasumi Arimura ed Erika Sawajiri sono apparsi in un ruolo di supporto.

## Trama
Kenta vive ancora con la propria famiglia in una casa isolata in periferia. Lavora come designer commerciale, sebbene non risulti essere molto popolare; possiede una personalità estremamente timida e timorosa, che sembra abbia ereditato direttamente dal padre. A Kenta però non piace affatto suo padre.
Un giorno, mentre si trova in attesa del solito treno, si trova alle prese con un uomo che ha cercato di spingere una donna sulle rotaie per interrompere a linea e lo ammonisce severamente. Kenta rimane alquanto sorpreso di essere riuscito a parlare nonostante il suo carattere normalmente afflitto dalla timidezza.
Dopo quell'episodio però la casa di Kenta viene presa di mira da una persona sconosciuta: i fiori del giardino che vengono strappati via e il sedile di una bicicletta che viene tagliuzzato. Inoltre la sorella minore di Kenta, Nana, è perseguitata costantemente dal suo ex ragazzo tramite stalking. L'intera famiglia cerca a questo punto di scoprire chi è il responsabile dei ripetuti atti di vandalismo.

## Cast
- Masaki Aiba - Kenta Kurata
- Erika Sawajiri - Asuka Kandori, una giornalista
- Kasumi Arimura - Nana Kurata, sorella di Kenta
- Kaho Minami - Keiko Kurata, la madre di Nana e Kenta
- Akira Terao - Taichi Kurata, il padre di Nana e Kenta
- Sayaka Yamaguchi - Setsuko Nishizawa
- Naoto Takenaka - Hiroki Mase
- Junji Takada - Michiharu Yagi
- Rika Adachi - Marie Hobara
- Ryusei Fujii
- Jirō Satō
- Hidekazu Mashima
- Keiko Horiuchi